# Bassus verticalis
Bassus verticalis är en stekelart som först beskrevs av Cresson 1872.  Bassus verticalis ingår i släktet Bassus och familjen bracksteklar. Inga underarter finns listade.